# コンスタンティノス7世
コンスタンティノス7世“ポルフュロゲネトス”（ギリシア語：Κωνσταντίνος Ζʹ ὁ Πορφυρογέννητος, Kōnstantinos VII ho Porphyrogennētos, 905年？ - 959年11月9日）は、東ローマ帝国マケドニア王朝の皇帝（在位：913年 - 920年、945年 - 959年　共同皇帝：（908年 - 913年、920年 - 945年 ）。「ポルフュロゲネトス」は「緋色の産室生まれ（皇帝の嫡子）」を意味するあだ名（後述）。帝国史上随一の文人皇帝で、「マケドニア朝ルネサンス」と呼ばれるビザンティン文化の黄金時代を築いた。中世ギリシア語読みでは「コンスタンディノス7世“ポルフィロエニトス”」となる。

## 生涯
マケドニア朝2代目の皇帝レオーン6世と、その4番目の妻ゾエ・カルボノプシナ（カルボノプシナは「黒い瞳」の意味）の間に生まれた。コンスタンティノスが幼いうちに父が死去し、叔父のアレクサンドロスが帝位に就いた。

### 正帝即位
しかし、アレクサンドロスは在位1年で死去し、913年6月にコンスタンティノスは皇帝に即位した。幼いコンスタンティノスに代わってコンスタンティノポリス総主教ニコラオス1世ミュスティコスを長とする摂政団が国政を担ったが、母ゾエは反ニコラオス派であった（レオーンの4度目の結婚にニコラオスは反対した）上、ニコラオスが協力を期待した帝国軍最高司令官のコンスタンティノス・ドゥーカスが帝位を狙って殺されるなど国内は混乱した。
そこへ先帝アレクサンドロスの貢納金支払停止を理由にシメオン1世率いるブルガリア軍が侵攻、8月には首都コンスタンティノポリスにまで攻め寄せてきた。東ローマ側は大規模な譲歩を迫られ，シメオンを「ブルガリア皇帝」として戴冠させ、コンスタンティノス7世とシメオンの娘を婚約させることで和議を結んだ。皇帝の義父となるシメオンに帝国を乗っ取られてしまうこと危惧した勢力は摂政団を倒し、ゾエ・カルボノプシナが権力を握った。ゾエはシメオンの戴冠を取り消し、帝国の東西で戦いを進めたが917年 － 918年にブルガリアに敗北し、その権威は失墜した。翌919年3月には帝国海軍の司令長官ロマノス・レカペノスが宮殿を占領し、ゾエは修道院へ隠棲させられた。ロマノスは娘ヘレネとコンスタンティノスを結婚させて皇帝の義父・共同皇帝となって実権を握った。

### 共治帝降格
920年になるとコンスタンティノスは正帝の座を追われ、ロマノスが正帝（ロマノス1世レカペノス）となった。さらにロマノスの長男クリストフォロスが序列第2位の皇帝（共同皇帝）となり、コンスタンティノスは正統皇室の嫡男にもかかわらず序列第3位の共同皇帝にまで落とされてしまった。以後24年間ロマノスが帝国を統治し、父レオーン6世以上に学究肌だったコンスタンティノスはもっぱら読書や学術研究に没頭することになった。
944年、ロマノス1世はコンスタンティノス7世を後継者に指名した。既にクリストフォロスは病死しており、残る二人の息子をロマノスは評価していなかったのである。これにロマノスの次男・三男が反発して、同年12月にクーデターでロマノス1世をマルマラ海の海島へ追放した。二人は次にコンスタンティノスの追放を図ったが、ここで民衆の支持を受けていたコンスタンティノスは二人を逮捕させて追放。レカペノス家の勢力を一掃したコンスタンティノスは40代になってようやく実権を掌握することに成功した。

### 正帝復帰
正帝の座を回復した後もコンスタンティノスは実際の政治は臣下に任せ、自らは引き続き学問研究に没頭した。彼の治世の下で学者が宮廷に集められて古代ギリシア文化の研究が進み、百科事典的な書物『抜粋』や農業書などが編纂された。コンスタンティノスは建築・音楽といった面に興味を持ち、教育にも力を入れた。また、自身も『バシレイオス1世伝』『テマについて』、および息子ロマノス2世のために書いた『帝国統治論』『儀式の書』などの著作を残した。こうして、帝国は後世「マケドニア朝ルネサンス」と呼ばれるビザンティン文化の黄金時代を迎えた。
また、後ウマイヤ朝、神聖ローマ帝国、キエフ大公国などと外交団を交換して友好の維持に努める一方、北シリア・メソポタミアではニケフォロス・フォカス（後の皇帝ニケフォロス2世フォカス）やヨハネス・ツィミスケス（後の皇帝ヨハネス1世ツィミスケス）などの活躍で東方で優位に立つことに成功した。
959年11月9日に病死。多くの首都市民がその死を悼んだといわれている。

## 「ポルフュロゲネトス」について
コンスタンティノス7世のあだ名である「ポルフュロゲネトス」は、「ポルフュラ（Πορφύρα, Porphyra）」という緋紫色（皇帝を象徴する色）の石壁に覆われた宮殿内の皇后専用の産室で産まれた者のことで、皇帝の嫡出子を意味し、特別扱いされた。この名が特にコンスタンティノス7世のあだ名として定着したのは、ロマノス1世の息子達とは違う正統皇室の生まれなのだ、という民衆の支持・敬意が込められたためである。

## 人物
ヨハネス・スキュリツェスの年代記の伝えるところによると背が高い部類であったロマノス2世よりも背が高かったとされる。